# スカラー場の理論
理論物理学において、スカラー場の理論（スカラーばのりろん、scalar field theory）とは、スカラー場を古典的、あるいは量子的に記述する理論である。ローレンツ変換のもとで不変な場をスカラー場と呼ぶ。量子化されたスカラー場はスピン0のボース粒子に対応しており、これらの粒子をスカラー粒子と呼ぶ。また、この場はクライン-ゴルドン方程式に従うことから、クライン-ゴルドン場、クライン-ゴルドン粒子とも呼ばれる。
現在のところ、自然界で観測されうるスカラー場の唯一の例は、ヒッグス粒子である。π中間子などの中間子の中にもスピン0のボース粒子があるが、これらを場として扱う場合、厳密にはスカラー場としてではなく、パリティ変換のもとで不変でない擬スカラー場として扱う。スカラー場は数学的な扱いが比較的単純なため、場の理論でしばしば最初に導入される例となる。
この記事では、同じ添え字の連続はアインシュタインの縮約を表す。古典論は(D-1)次元の空間と1次元の時間を持つD次元の平らなミンコフスキー空間において定義する。ミンコフスキー空間の計量テンソルはdiag(+1, -1, -1, -1)を採用する。

## スカラー場の古典論

### 自由スカラー場
運動項と質量項のみで構成される場を自由場と呼ぶ。相対論的な自由スカラー場の作用は以下のように定義される。
{\displaystyle {\begin{aligned}S&=\int \mathrm {d} ^{D-1}x\mathrm {d} t{\mathcal {L}}=\int \mathrm {d} ^{D-1}x\mathrm {d} t\left[{\frac {1}{2}}\partial _{\mu }\phi \partial ^{\mu }\phi -{\frac {1}{2}}m^{2}\phi ^{2}\right]\\&=\int \mathrm {d} ^{D-1}x\mathrm {d} t\left[{\frac {1}{2}}(\partial _{t}\phi )^{2}-{\frac {1}{2}}(\partial _{i}\phi )^{2}-{\frac {1}{2}}m^{2}\phi ^{2}\right]\end{aligned}}}
ここで、{\displaystyle {\mathcal {L}}} はラグランジアン密度である。これは場φについて2次の項のみで構成されており、導出される運動方程式がφの1次までの微分方程式として表されることから、線形項と呼ばれる。m2に比例する項は質量項と呼ばれ、量子化された際には粒子の質量として解釈される。
上記のラグランジアン密度をスカラー場φについてのオイラー＝ラグランジュ方程式に代入することで、この理論の運動方程式が得られる。
{\displaystyle \partial _{\mu }\partial ^{\mu }\phi +m^{2}\phi =\partial _{t}^{2}\phi -\nabla ^{2}\phi +m^{2}\phi =0}
これはクライン＝ゴルドン方程式と同様の形式である。ただし、ここでは量子力学の方程式ではなく、古典場の方程式として解釈している。

### 相互作用項
自由スカラー場をより一般化するために、ラグランジアン密度にスカラーポテンシャルを表す項を追加する。ここで、V(φ)は質量項を含めたφの2次以上のオーダーとする。φについて3次以上の項は相互作用項と呼ばれ、スカラー場同士の相互作用として解釈される非線形項である。相互作用項を含む理論の作用は以下のように定義される。
{\displaystyle {\begin{aligned}S&=\int \mathrm {d} ^{D-1}x\,\mathrm {d} t{\mathcal {L}}=\int \mathrm {d} ^{D-1}x\mathrm {d} t\left[{\frac {1}{2}}\partial _{\mu }\phi \partial ^{\mu }\phi -V(\phi )\right]\\&=\int \mathrm {d} ^{D-1}x\,\mathrm {d} t\left[{\frac {1}{2}}(\partial _{t}\phi )^{2}-{\frac {1}{2}}(\partial _{i}\phi )^{2}-{\frac {1}{2}}m^{2}\phi ^{2}-\sum _{n=3}^{\infty }{\frac {1}{n!}}g_{n}\phi ^{n}\right]\end{aligned}}}
ここで、相互作用項の係数 gn は結合定数である。展開の因子 n! が導入されたのは、量子論においてファインマン・ダイアグラムの摂動展開を表す際に用いられるためである。上記のラグランジアン密度をオイラー＝ラグランジュ方程式に代入して得られる運動方程式は以下のようになる。
{\displaystyle \partial _{\mu }\partial ^{\mu }\phi +m^{2}\phi +{\frac {\partial }{\partial \phi }}V(\phi )=\partial _{t}^{2}\phi -\nabla ^{2}\phi +m^{2}\phi +{\frac {\partial }{\partial \phi }}V(\phi )=0}

### φ4理論
スカラー場φについて4次の相互作用項を持つ理論はφ4理論、あるいはgφ4理論、λφ4理論などと呼ばれる。質量を持つφ4理論は、後述するような多くの特徴的な物理現象を再現するため、典型的な例としてよく用いられる理論である。
φ4理論のラグランジアン密度は以下のように定義される。
{\displaystyle {\mathcal {L}}={\frac {1}{2}}\partial _{\mu }\phi \partial ^{\mu }\phi -{\frac {1}{2}}m^{2}\phi ^{2}-{\frac {g}{4!}}\phi ^{4}}
これから得られる運動方程式は以下のようになる。
{\displaystyle \partial _{\mu }\partial ^{\mu }\phi +m^{2}\phi =-{\frac {g}{3!}}\phi ^{3}}

#### 自発的対称性の破れ
φ4理論のラグランジアン密度は離散的な変換
{\displaystyle \phi \rightarrow -\phi }
のもとで対称である。この対称性は位数2の巡回群 Z2として表現されることから、Z2対称性と呼ばれる。
m2が正であるとき、結合定数gを正として、このポテンシャル
{\displaystyle V(\phi )={\frac {1}{2}}m^{2}\phi ^{2}+{\frac {g}{4!}}\phi ^{4}}
をφについて4次の実関数として解けば、ただ1つの極小値が得られる。このときの解φ=0は明らかにZ2対称である。一方、m2が負であるとき、このポテンシャルは2つの極小値を持つ（φ=0のときは極大値）。このようなポテンシャルは二重井戸型ポテンシャル（double well potential）あるいは二重極小ポテンシャル（double minimum potential）と呼ばれ、最低エネルギー状態（量子論においては真空）がφ=0でなくなったことによりラグランジアン密度のZ2対称性が成り立たなくなる。これは、Z2対称性が自発的に破れていることを表している。

#### キンク解
m2が負であるときのφ4理論の運動方程式はソリトン方程式であり、以下のキンク解及び反キンク解を持つことが知られている。
{\displaystyle \phi ({\vec {x}},t)=\pm {\frac {m}{\sqrt {g}}}\tanh \left({\frac {m(x-a)}{\sqrt {2}}}\right)}
ここで、aは任意のパラメータである。
キンク解を持つスカラー場の理論として、他にサイン＝ゴルドン方程式が知られている。

### 複素スカラー場
スカラー場が実数の値をとる実スカラー場に対して、複素数の値をとるスカラー場を複素スカラー場と呼ぶ。ポテンシャルを含む複素スカラー場の作用は以下のように定義される。
{\displaystyle S=\int \mathrm {d} ^{D-1}x\,\mathrm {d} t{\mathcal {L}}=\int \mathrm {d} ^{D-1}x\,\mathrm {d} t\left[\partial _{\mu }\phi ^{*}\partial ^{\mu }\phi -V(\phi \phi ^{*})\right]}
この作用はU(1)対称性、すなわち位相をαだけ回転させる変換
{\displaystyle \phi \rightarrow e^{i\alpha }\phi }
{\displaystyle \phi ^{*}\rightarrow e^{-i\alpha }\phi ^{*}}
のもとでの対称性を持つ。
複素スカラー場のφ4理論においても、実スカラー場の場合と同様に、m2が負のときU(1)対称性が自発的に破れる。Z2対称性は離散的な対称性であったが、U(1)対称性は連続的な対称性であり、このときのポテンシャルはメキシカン・ハット型、あるいはワイン・ボトル型のポテンシャルと呼ばれる。複素スカラー場はヒッグス機構において用いられ、南部＝ゴールドストンボソンを導く。

### 次元解析とスケーリング
通常、物理量は次元解析によって長さ、時間、質量などの次元を持つ量として表される。しかし、場の理論においては、自然単位系 {\displaystyle \hbar =c=1} を採用し、光速 c と換算プランク定数 {\displaystyle \hbar }の次元を1とする。すると、時間の次元を持つ量 t は、相対性理論の基本的な定数である光速 c を用いることで l=ct と変換され、長さの次元と等しくなる。
同様に、長さの次元を持つ量 l は、量子力学の基本的な定数である換算プランク定数 {\displaystyle \hbar } を用いることで、{\displaystyle l=\hbar /mc} と変換され、質量の逆数の次元と等しくなる。このように、時間の次元を長さとして、または時間と長さの次元を質量の逆数として表すことができる。これは、3つの物理量の次元が、ただ1つの独立した次元のみで定義できるということである。このようにして物理量の次元を質量のみにスケーリングした次元を質量次元と呼ぶ。
上述の議論では量子論の定数である換算プランク定数を用いているが、これを古典的な定数と置き換えれば、古典論においても同様の議論が成立する。

#### スケーリング次元
一般に、座標xがλ倍されたとき、物理量φがλの逆何乗倍されるかを表す指数Δをスケーリング次元と呼ぶ。
{\displaystyle x\rightarrow \lambda x}
{\displaystyle \phi \rightarrow \lambda ^{-\Delta }\phi }
ここでは、物理量φはスカラー場であり、スケーリング次元Δは質量次元である。
作用の次元は{\displaystyle \hbar }の次元と同じであるので、作用の質量次元は0である。このことから、D次元時空におけるスカラー場φの質量次元は以下のように定められる。
{\displaystyle \Delta ={\frac {D-2}{2}}}
例えば、D=4のとき、スカラー場の質量次元は1となる。これはラグランジアン密度（質量次元+4）を4次元時空（質量次元-4）で積分したものが作用（質量次元0）であることから確かめることができる。

#### スケール不変性
スカラー場の理論がスケール不変性を持つ、つまりスケール変換
{\displaystyle x\rightarrow \lambda x}
{\displaystyle \phi \rightarrow \lambda ^{-\Delta }\phi }
のもとで不変であることには特別な意味がある。作用は質量次元が0となるよう設定されているが、全ての作用がスケール変換のもとで不変とは限らない。これは、作用の中に含まれるパラメータmや gn が固定された量、すなわち上記の変換のもとでの不変量として扱われるためである。このことから、スカラー場のスケール不変性の条件は、作用の中に含まれる全てのパラメータの質量次元が0であることである。言い換えると、スケール不変な理論は固定された長さスケール（すなわち、質量スケール）を持たない理論であり、固定された長さスケールを持つ理論はスケール不変でない。
D次元の時空におけるスカラー場の理論において、唯一の無次元量の結合定数 gn は、nが
{\displaystyle n={\frac {2D}{D-2}}}
のときである。例えば、D=4においては結合定数 g4 のみが古典的な無次元量となるので、D=4における唯一の古典的にスケール不変なスカラー場の理論は、質量項を持たないφ4理論となる。
通常、古典場がスケール不変であるとき、それと対応する量子場は必ずしもスケール不変であるとは限らない。このように、古典論で成立していた対称性が量子論で破れることをアノマリーと呼ぶ。

#### 共形対称性
一般に、並進対称性とローレンツ対称性を持つ局所的な相互作用についての場の理論において、スケール不変性が成り立つとき、その理論は特殊共形変換のもとで不変となり、共形対称性が成立する。この性質より、先述した質量項を持たない4次元φ4理論は共形場理論となる。

## スカラー場の量子論

### 正準量子化
古典場から量子場へ理論を移行する方法の1つが正準量子化である。場の古典論における力学変数は、場の量子論において、正準交換関係に従う場の演算子として置き換えられる。場の演算子をφ、共役運動量をπとして空間上の座標を {\displaystyle {\boldsymbol {x}},{\boldsymbol {y}}} とすると、同時刻での正準交換関係は以下のように要請される。
{\displaystyle [\phi ({\boldsymbol {x}}),\phi ({\boldsymbol {y}})]=[\pi ({\boldsymbol {x}}),\pi ({\boldsymbol {y}})]=0,\ \ \ \ [\phi ({\boldsymbol {x}}),\pi ({\boldsymbol {y}})]=i\delta ^{(3)}({\boldsymbol {x}}-{\boldsymbol {y}})}
さらに、自由スカラー場のハミルトニアンは以下のよう表記される。
{\displaystyle H=\int d^{3}x\left[{\frac {1}{2}}\pi ^{2}+{\frac {1}{2}}(\nabla \phi )^{2}+{\frac {1}{2}}m^{2}\phi ^{2}\right]}
量子力学における調和振動子からの類推によって、生成・消滅演算子を用いて場の演算子と共役運動量を書き直すと
{\displaystyle \phi ({\boldsymbol {x}})=\int {\frac {d^{3}p}{(2\pi )^{3}}}{\frac {1}{\sqrt {2\omega _{\boldsymbol {p}}}}}(a({\boldsymbol {p}})e^{i{\boldsymbol {p}}\cdot {\boldsymbol {x}}}+a^{\dagger }({\boldsymbol {p}})e^{-i{\boldsymbol {p}}\cdot {\boldsymbol {x}}})}
{\displaystyle \pi ({\boldsymbol {x}})=\int {\frac {d^{3}p}{(2\pi )^{3}}}(-i){\sqrt {\frac {\omega _{\boldsymbol {p}}}{2}}}(a({\boldsymbol {p}})e^{i{\boldsymbol {p}}\cdot {\boldsymbol {x}}}-a^{\dagger }({\boldsymbol {p}})e^{-i{\boldsymbol {p}}\cdot {\boldsymbol {x}}})}
となる。ここで、1粒子のエネルギーーは{\displaystyle \omega _{\boldsymbol {p}}={\sqrt {|{\boldsymbol {p}}|^{2}+m^{2}}}}である。これらが正準交換関係を満たすためには生成消滅演算子に対して以下の交換関係が要請される。
{\displaystyle [a({\boldsymbol {p}}_{1}),a({\boldsymbol {p}}_{2})]=[a^{\dagger }({\boldsymbol {p}}_{1}),a^{\dagger }({\boldsymbol {p}}_{2})]=0,\ \ \ \ [a({\boldsymbol {p}}_{1}),a^{\dagger }({\boldsymbol {p}}_{2})]=(2\pi )^{3}\delta ^{(3)}({\boldsymbol {p}}_{1}-{\boldsymbol {p}}_{2})}
全ての可能な消滅演算子 a を作用させて得られる状態 |0> を真空と定義する。運動量 {\displaystyle {\boldsymbol {p}}} を持つ粒子は、生成演算子 {\displaystyle a^{\dagger }({\boldsymbol {p}})} を真空に作用させることによって得られる。真空に生成演算子を作用させて得られる全ての可能な状態ベクトルを基底として、その線形結合によって張られる状態空間をフォック空間と呼ぶ。
ハミルトニアンを生成・消滅演算子によって表記すると、
{\displaystyle {\begin{aligned}H&=\int {d^{3}p \over (2\pi )^{3}}{\frac {\omega _{\boldsymbol {p}}}{2}}(a^{\dagger }({\boldsymbol {p}})a({\boldsymbol {p}})+a({\boldsymbol {p}})a^{\dagger }({\boldsymbol {p}}))\\&=\int {d^{3}p \over (2\pi )^{3}}\omega _{\boldsymbol {p}}(a^{\dagger }({\boldsymbol {p}})a({\boldsymbol {p}})+{\frac {1}{2}}(2\pi )^{3}\delta ^{(3)}(0))\end{aligned}}}
となる。第2項は真空の零点エネルギーによる発散項で、調和振動子各々の零点振動によるエネルギーを無限に足し合わせたものとして解釈される。実際には、このエネルギーは観測にかからず、他の状態との差分が物理的なエネルギーとして観測される。

### 経路積分
ファインマン・ダイアグラムの複雑な計算や対称性に関する議論に有用な方法が経路積分による量子化である。スカラー場がφ4相互作用をする場合の生成汎関数を以下のように定義する。
{\displaystyle {\begin{aligned}Z[J]&\equiv \int {\mathcal {D}}\phi e^{i\int d^{4}x\left({1 \over 2}\partial ^{\mu }\phi \partial _{\mu }\phi -{m^{2} \over 2}\phi ^{2}-{g \over 4!}\phi ^{4}+J\phi \right)}\\&=\int {\mathcal {D}}\phi e^{i\int d^{4}x\left({1 \over 2}\partial ^{\mu }\phi \partial _{\mu }\phi -{m^{2} \over 2}\phi ^{2}+J\phi \right)}\left(1-i\int d^{4}x{g \over 4!}\phi ^{4}+\cdots \right)\end{aligned}}}
ここで、導入されたJ(x)は外場である。結合定数gが十分に小さいとき、2行目のように相互作用項は摂動展開される。
n個の場の時間順序積の真空期待値、すなわちn点相関関数は、生成汎関数を外場J(x)でn回汎関数微分することで得られ、外場の無いとき（J=0）の生成汎関数によって規格化される。
{\displaystyle {\begin{aligned}\langle 0|T\{{\phi }(x_{1})\cdots {\phi }(x_{n})\}|0\rangle &=\left.(-i)^{n}{\frac {1}{z[J]}}{\frac {\delta ^{n}Z[J]}{\delta J(x_{1})\cdots \delta J(x_{n})}}\right|_{J=0}\\&={\frac {\int {\mathcal {D}}\phi \phi (x_{1})\cdots \phi (x_{n})e^{i\int d^{4}x\left({1 \over 2}\partial ^{\mu }\phi \partial _{\mu }\phi -{m^{2} \over 2}\phi ^{2}-{g \over 4!}\phi ^{4}\right)}}{\int {\mathcal {D}}\phi e^{i\int d^{4}x\left({1 \over 2}\partial ^{\mu }\phi \partial _{\mu }\phi -{m^{2} \over 2}\phi ^{2}-{g \over 4!}\phi ^{4}\right)}}}\end{aligned}}}
この式でn=2のときが、2点相関関数、すなわちファインマン伝播関数である。
また、生成汎関数の定義にウィック回転を適用すると、計量テンソルの符号は(+,+,+,+)と変わり、4次元ミンコフスキー時空上の積分を4次元ユークリッド空間上での統計力学的な分配関数として扱うことができる。
{\displaystyle Z[J]=\int {\mathcal {D}}\phi e^{-\int d^{4}x_{E}\left({1 \over 2}(\nabla \phi )^{2}+{m^{2} \over 2}\phi ^{2}+{g \over 4!}\phi ^{4}-J\phi \right)}}
運動量が決められた粒子の散乱問題に適用するような場合には、フーリエ変換を用いて指数関数の中の積分を座標表示から運動量表示へ書き直す。
{\displaystyle {\tilde {Z}}[{\tilde {J}}]=\int {\mathcal {D}}{\tilde {\phi }}e^{-\int d^{4}p\left({1 \over 2}(p^{2}+m^{2}){\tilde {\phi }}^{2}+{g \over 4!}{\tilde {\phi }}^{4}-{\tilde {J}}{\tilde {\phi }}\right)}}

### ファインマン則
ファインマン則には位置空間と運動量空間の二種類の表示があるが、以下では運動量空間におけるファインマン則を記述する。
- 各内線、各外線には、対応するファインマン伝播関数を与える。スカラー場の場合、{\displaystyle {\frac {i}{p^{2}-m^{2}+i\epsilon }}}となる。
- 各頂点は、対応する相互作用項の結合定数を与える。スカラー場の場合、-ig となる。
- 与えられた運動量によって1本の線の運動量を決める。各頂点に運動量保存則を課すため、4元運動量のδ関数をかける。さらに、与えられた運動量以外のループ運動量 l に対して、積分{\displaystyle \int {\frac {d^{4}l}{(2\pi )^{4}}}}を行う。
- ファインマン・ダイアグラムの対称性に応じた対称因子を与える。
- 外線と連結していない真空泡グラフは考慮しない。

最後のルールである真空泡グラフの寄与は、生成汎関数Z[J=0]として表されるので、あらかじめ生成汎関数をZ[J]/Z[J=0]と再定義しておけば、この寄与を無視することができる。

### 繰り込み
ファインマン・ダイアグラムにおいてループとして表される高次の輻射補正は、場の量子論の計算で無限大の発散項として現れる。この発散を回避する操作が繰り込みである。このとき、繰り込みによって導入されたエネルギースケールに依存して結合定数や質量が変化する。
結合定数のエネルギースケール依存性はベータ関数によって記述される。結合定数をg、エネルギースケールをμとして、ベータ関数は以下のように定義する。
{\displaystyle \beta (g)=\mu \,{\frac {\partial g}{\partial \mu }}}
このようにエネルギースケールに依存する結合定数は有効結合定数、あるいは走る結合定数と呼ばれ、これらの理論は繰り込み群によって記述される。
結合定数が十分小さく扱える領域において、ベータ関数は摂動論のような近似的な方法で計算される。このとき、ベータ関数は結合定数の級数として展開され、高次の項の寄与（高次のループ）は無視される。
φ4理論において、1次の摂動におけるベータ関数は以下のように計算される。
{\displaystyle \beta (g)={\frac {3}{16\pi ^{2}}}g^{2}+O(g^{3})}
この結果より、φ4理論のベータ関数は常に正である、すなわち、φ4理論はエネルギースケールの増加に比例して結合定数が増加する理論であることが分かる。この結合が十分に強いとき、この結果は有限エネルギーにおけるランダウ・ポールの存在を示唆している。しかし、強結合領域では摂動論が適用できないため、ランダウ・ポールを記述するためには非摂動的な方法が必要となる。
場の量子論において結合定数がエネルギースケールに依存するとき、連続極限（運動量カットオフを無限大にする極限）をとることで、その場が自由場と等しくなる場合がある。このとき、結合定数が0となるので、伝播関数は自由場のそれと等しくなり、相互作用は無いものとみなされる。この理論は、カットオフを取り除かずに成立する有効理論であると解釈される。この性質はtrivialityと呼ばれ、φ4相互作用においては、5次元以上の時空（D≧5）で成り立つことが証明されている。D=4の場合におけるtrivialityの存在は、厳密な証明はされていないが、数値計算によって十分な証拠が確認されている。この議論はヒッグス機構と関連しており、ヒッグス粒子の質量の上限を指定する要因の一つである。

## 参照
1. ↑  
Aizenman, M. (1981). “Proof of the Triviality of ϕ4
d Field Theory and Some Mean-Field Features of Ising Models for d>4”. Physical Review Letters 47:  1–4. doi:10.1103/PhysRevLett.47.1.